# Al-Rayyan SC
Al-Rayyan Sports Club là một câu lạc bộ đa thể thao tại Qatar hiện đang tham gia những môn thể thao: bóng đá, futsal, bóng rổ, bóng chuyền, bóng ném, điền kinh, bóng bàn, và bơi lội. Sân vận động của câu lạc bộ này là Ahmed bin Ali Stadium tại Umm Al Afaei, Al Rayyan. Câu lạc bộ được thành lập vào năm 1967 sau sự kết hợp giữa đội Rayyan cũ và Nusoor Club. Màu biểu tượng chính thức của đội bóng này là đỏ và đen.
Al Rayyan SC đã giành được rất nhiều danh hiệu, gồm hai chức vô địch châu Á nội dung bóng rổ, cúp các đội Ả Rập ở nội dung bóng ném, cúp quốc nội ở nội dung bóng đá trong nhà, bóng bàn, và bóng chuyền, cũng như rất nhiều danh hiệu khác. Cả hai đội thuộc nội dung bóng rổ và bóng chuyền đều vào được đến những giải đấu thuộc tầm cỡ thế giới. Tuy nhiên, đội bóng đá mới được chú ý nhiều nhất bởi những người đứng đầu câu lạc bộ, truyền thông và người hâm mộ.
Đây được coi là một trong những câu lạc bộ hàng đầu tại đất nước Qatar.

## Lịch sử

### 1967–1973: Những năm thành lập đội bóng
Lịch sử của câu lạc bộ Al-Rayyan đầu tiên nên nhắc tới thời kì giữa thập niên 1960,  khi mà đội bóng còn được gọi là Al-Rayyan cũ. Al Rayyan cũ, là một đội bóng nghiệp dư, đại bản doanh của họ thời đó chỉ là một phòng ngủ có hai giường và chơi ở một sân bóng của một trường học tại Khu vực New Rayyan. Ngoài ra, đội bóng lúc bấy giờ chỉ tồn tại nhờ tiền quyên góp của người hâm mộ.
Vào năm 1967, câu lạc bộ Al Rayyan bắt đầu có sự sáp nhập giữa hai nhóm – Al Rayyan cũ và Al Rayyan mới. Từ đó đến nay, Al-Rayyan đã giành được rất nhiều danh hiệu không chỉ trong bóng đá mà còn ở rất nhiều nội dung khác như bóng ném, bóng rổ và bóng chuyền. Những người xây dựng đội bóng này tin rằng, câu lạc bộ này không chỉ là một câu lạc bộ bình thường, mà sẽ đưa văn hóa của thành phố Al Rayyan mang tầm thế giới. Vào năm 2008, câu lạc bộ tạo ra một tờ báo tên là SOUT AL RAYYAN (Tiếng nói của Al Rayyan), đây là tờ báo đầu tiên chỉ quan tâm tới đội Al Rayyan và thành phố Al Rayyan, đây cũng là tờ báo duy nhất của đội tại Qatar.
Họ muốn gia nhập Liên đoàn bóng đá Qatar, nhưng bị từ chối, vì liên đoàn này muốn họ sáp nhập với đội Al Nusoor – một đội bóng chhung thành phố với Al-Rayyan. Vào 1967, sau thông báo của hội đồng thể thao thành phố Al-Rayyan rằng đội Al-Rayyan này sẽ sáp nhập với Al-Nusoor, Al Rayyan SC mới chính thức được thành lập. Huấn luyện viên đầu tiên của đội là một huấn luyện viên Sudan Ashour Salem, người đang làm tại trung tâm thể dục địa phương. Vào thưở sơ khai, đội bóng này còn lan sang những môn thể thao khác, nổi bật là bóng rổ và bóng ném. Sau đó, với nguồn quyên góp dồi dào của những người hâm mộ, Al Rayyan thậm chí đã xây dựng sân nhà của họ - Sân vận động Doha, đó là sân vận động lớn nhất Qatar lúc bấy giờ.

### 1973–1988: Buổi đầu sau thành lập
Câu lạc bộ đã rất thành công ở Qatar Stars League trong thập kỉ này, đội bóng có mùa giải đầu tiên của họ là mùa 1972–73. Vào mùa 1974–75, sau một cuộc ẩu đả giữa người hâm mộ, cầu thủ của Al-Rayyan và Al Sadd, Liên đoàn bóng đá Qatar đã ra quyết định đánh Al-Rayyan xuống giải hạng hai Qatar, mặc dù họ là câu lạc bộ đứng thứ hai mùa đó. Nhưng cũng chính mùa giải sau họ đã giành xuất lên hạng và vô địch vào mùa 1976. Vào mùa giải năm 1977, Liên đoàn bóng đá Qatar đã bãi bỏ hoàn toàn kết quả trận đấu giữa Al-Rayyan và Al-Arabi vì hành động không phù hợp của một cầu thủ thuộc biên chế Al-Arabi. Thủ phạm của hành động trên, Yassin Mustafa đã bị cấm vô thời hạn trong khi hai đội bóng bị cảnh cáo.
Vào năm 1983, Mohammed Bin Hammam Al Abdulla, chủ mới của đội bóng đã xây dựng một đại bản doanh và một sân vận động mới. Họ đã vô địch mùa giải 1983–84 với hiệu số âm, việc đó khiến câu lạc bộ này biến thành một trong 6 đội bóng và đội bóng Qatar duy nhất làm được việc này.

### 1988–2000: Xuống hạng và sự trở lại
Vào mùa 1987-88, giới chuyên môn và người hâm mộ đã hết sức bất ngờ khi câu lạc bộ này bị xuống hạng lần đầu tiên trong lịch sử (mà không bị đánh xuống hạng). Suất xuống hạng của Al Rayyan được xác định sau trận thua trước đại kình địch của họ, Al Sadd. Tuy vậy, họ vẫn giành được suất lên hạng vào chính mùa giải sau. 
Họ thậm chí còn vô địch ngay vào mùa giải mà họ vừa lên hạng sau khi đánh bại Al Sadd. Họ còn vô địch thêm một mùa giải vào năm 1995. 

### 2000–2013: Cơn hạn hán chức vô địch quốc nội
Vào năm 2003, câu lạc bộ này đã khánh thành một sân vận động mới – Ahmed bin Ali vào thời kì mà Sheikh Mishaal Al Thani mới lên nắm quyền điều hành câu lạc bộ. 
Mặc dù có sân mới, Al Rayyan vẫn không thành công mấy ở giải quốc nội; tuy nhiên họ đã đứng thứ ba giải quốc nội dưới thời huấn luyện viên Paulo Autuori. Nhưng dù sao, họ vẫn thành công ở giải Emir's Cup và cúp Heir Apparent với 8 chức vô địch trong 14 năm.

### 2014–nay: Hiện nay
Vào mùa 2014-15, câu lạc bộ đã vô địch giải Qatargas League và trở lại Qatar Stars League. Vào ngày 28 tháng 11 năm 2015, Al-Rayyan phá kỉ lục về những trận thắng liên tiếp với 11 trận thắng như vậy.
Vào này 5 tháng 3 năm 2016, sau 21 năm vắng bóng chức vô địch giải quốc nội, họ cuối cùng cũng được nâng cao chiếc cúp này và trở thành đội bóng đầu tiên thắng hai giải quốc nội trong hai năm.
Thế nhưng, hiện nay họ đang thể hiện màn trình diễn đáng thất vọng khi liên tiếp không vô địch giải quốc nội.

## Những người hâm mộ

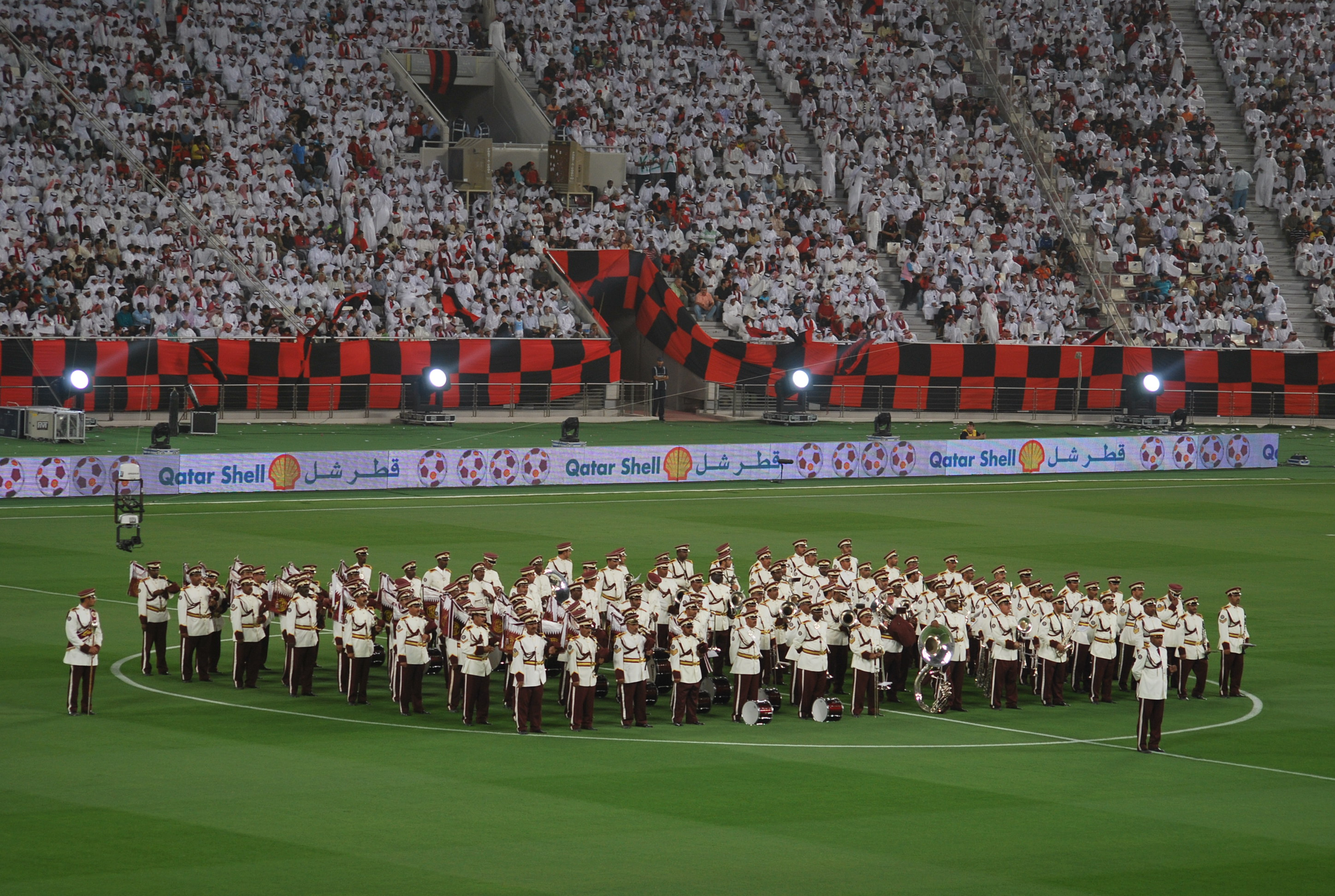
Cổ động viên của Al Rayyan trong một trận chung kết của Emir Cup.

Câu lạc bộ được ủng hộ ở khắp vùng vịnh Ba Tư cũng như các nơi khác trên thế giới nhờ những bản hợp đồng bom tấn của họ. Vào năm 2010, họ có nhiều người đến sân nhất giải Qatar Stars League. Đội người hâm mộ của câu lạc bộ giành được giải người hâm mộ cuồng nhiệt nhất của QFA vào mùa 2008/2009, và họ cũng thắng giải này cùng với Al Sadd vào mùa giải 2012/13.

## Danh hiệu
Qatar Stars League
- Vô địch (8): 1975–76, 1977–78, 1981–82, 1983–84, 1985–86, 1989–90, 1994–95, 2015–16

Cúp Emir
- Vô địch (6): 1998–99, 2003–04, 2005–06, 2010, 2011, 2013

Cúp các Hoàng Tử Qatar
- Vô địch (4): 1995, 1996, 2001, 2012

Cúp Sheikh Jassim
- Vô địch (5): 1992, 2000, 2012, 2013, 2018

## Những trận đấu mang tầm châu lục
| Mùa giải | Giải đấu             | Vòng đấu       | Đối thủ            | Sân nhà | Sân khách | Tổng tỷ số |
| -------- | -------------------- | -------------- | ------------------ | ------- | --------- | ---------- |
| 2019     | AFC Champions League | Play-off round | Saipa              | 3–1     | 3–1       | 3–1        |
| 2019     | AFC Champions League | Bảng B         | Al-Ittihad         | 0–2     | 5–1       | 4th        |
| 2019     | AFC Champions League | Bảng B         | Lokomotiv Tashkent | 2–1     | 3–2       | 4th        |
| 2019     | AFC Champions League | Bảng B         | Al Wahda           | 1–2     | 4–3       | 4th        |
| 2020     | AFC Champions League | Play-off round | Esteghlal          | 0–5     | 0–5       | 0–5        |

## Đại kình địch

### Al-Sadd
Hai đội bóng này đã là đại kình địch ngay từ thuở đầu của giải đấu. Những trận đấu giữa hai đội còn hay được gọi là "Siêu kinh điển Qatar"

## Cầu thủ

### Đội hình hiện tại
Kể từ Qatar Stars League:
| No | Position | Player                          | Nation      |
| -- | -------- | ------------------------------- | ----------- |
| 1  | TM       | Fahad Younes                    | Qatar       |
| 2  | HV       | Ali Malolah (mượn từ Al-Duhail) | Qatar       |
| 3  | HV       | Shoja' Khalilzadeh              | Iran        |
| 5  | HV       | Dame Traoré                     | Qatar       |
| 6  | TV       | Abdurahman Al-Korbi             | Qatar       |
| 7  | HV       | Khalid Muftah                   | Qatar       |
| 8  | TV       | Yacine Brahimi                  | Algérie     |
| 10 | TV       | James Rodríguez                 | Colombia    |
| 11 | TV       | Abdulaziz Hatem                 | Qatar       |
| 12 | TV       | Mohamed Surag U19               | Qatar       |
| 13 | TM       | Saud Al Hajiri                  | Qatar       |
| 14 | TV       | Tameem Al-Abdullah              | Qatar       |
| 15 | HV       | Mouafak Awad                    | Qatar       |
| 17 | TV       | Hashim Ali (mượn từ Al-Sadd)    | Qatar       |
| 18 | HV       | Abdullah Al-Ali                 | Qatar       |
| 19 | TĐ       | Ibrahim Masoud                  | Qatar       |
| 20 | TV       | Naif Al-Hadhrami                | Qatar       |
| 21 | HV       | Mohammad Jumaa                  | Qatar       |
| 22 | TĐ       | Yohan Boli                      | Bờ Biển Ngà |
| 23 | TV       | Ahmed Abdul Maqsoud             | Qatar       |
| 24 | HV       | Yousif Umar                     | Qatar       |
| 25 | TV       | Mostafa Abouelela U19           | Qatar       |
| 26 | TĐ       | Ahmed Al-Rawi U19               | Qatar       |
| 27 | HV       | Mubarak Al-Nasser               | Qatar       |
| 28 | TĐ       | Moameen Mutasem                 | Qatar       |
| 30 | TM       | Oumar Barry                     | Qatar       |
| 34 | TM       | Ahmed Hassan                    | Qatar       |
| 36 | TM       | Yousef Al-Sayed U19             | Qatar       |
| 45 | TM       | Abdullah Al-Radhi               | Qatar       |
| 70 | TV       | Khalid Ali Sabah                | Qatar       |
| 77 | TV       | Hadi Ali                        | Qatar       |
| 88 | TV       | Steven Nzonzi                   | Pháp        |
| —  | HV       | Ahmed Yasser                    | Qatar       |
| —  | HV       | Muhammad Ariq Darius            | Malaysia    |

### Cầu thủ chưa đăng ký
| No | Position | Player     | Nation   |
| -- | -------- | ---------- | -------- |
| 4  | TV       | Franck Kom | Cameroon |

### Đang cho mượn
| No | Position | Player                                  | Nation |
| -- | -------- | --------------------------------------- | ------ |
| 16 | TV       | Abdurahman Al-Harazi (cho Al-Ahli mượn) | Qatar  |
| —  | TĐ       | Abdalaziz Al Hasia (cho Al-Ahli mượn)   | Qatar  |

## Đội ngũ huấn luyện viên
Cập nhật lần cuối: Tháng 12 năm 2021.

### Đội một
| Vai trò                  | Tên              |
| ------------------------ | ---------------- |
| Huấn luyện viên trưởng   | Laurent Blanc    |
| Trợ lý huấn luyện viên   | Franck Passi     |
| Huấn luyên viên thể chất | Neneca           |
| Huấn luyện viên thủ môn  | Philippe Lambert |

## Những cầu thủ đáng chú ý
Đây là một danh sách về những cầu thủ có đóng góp to lớn cho đội tuyển quốc gia của họ hoặc cho câu lạc bộ. Phải có ít nhất 90 trận cho câu lạc bộ hoặc 100 trận cho đội tuyển quốc ia mới được cho vào danh sách này.
| Những cầu thủ trong nước - Mansour Muftah – 324 trận - Abdulrahman Mesbeh – 204 trận - Salman Mesbeh – 187 trận - Ali Rahma Al Marri – 121 trận - Younes Ali – 118 trận - Waleed Jassem – 99 trận - Mohammed Al Enazi – 92 trận - Adel Lami – 91 trận |  |  |  |  |  |  |  |  |  |  | Những cầu thủ nước ngoài - Frank de Boer – 112 trận cho Hà Lan - Bashar Abdullah – 133 trận cho Kuwait - Hassan Mudhafar – 111 trận cho Oman - Jamal Mubarak – 108 trận cho Kuwait - Ahmed Mubarak – 101 trận cho Oman - Amad Al-Hosni – 100 trận cho Oman - Jasem Al Huwaidi – 100 trận cho Kuwait |  |

## Lịch sử các huấn luyện viên

### Al Rayyan
Danh sách các huấn luyện viên trong lịch sử đội bóng Al-Rayyan (1967-nay):
- Salem Ashour (1967–??), (1973–??)1
- Saleh Youssef (ca. 1976)2
- Powell (1976–??)3
- Abdul Moneim Al Haj (1981–83)
- Eid Mubarak (1984)[16]
- Vavá (1984–85)
- Wayne Jones (1985)
- Eid Mubarak (1985)[16]
- Colin Dobson (1985–87)
- Vavá (ca. 1989)
- Alan Dicks (1989–90)
- Abdul Moneim Al Haj (1990)
- René Simões (1 tháng 7, 1990–91)
- Luis Alberto (1991–92)
- René Simões (1992 – 30 tháng 6, 1993)
- Cabralzinho (1993–94)
- Jørgen E. Larsen (1 tháng 7, 1994 – 30 tháng 6, 1995)
- Evaristo de Macedo (1995)[17]
- Benny Johansen (1 tháng 7, 1995–96)
- Eid Mubarak (1996–97)[18]
- Antoni Piechniczek (1997)
- Zdzisław Podedworny (1997–98)
- Allan Jones (1998)[19]
- Roald Poulsen (1998–99)
- Jørgen E. Larsen (1 tháng 7, 1999 – 30 tháng 6, 2000)
- Dutra (2000)
- Paulo Campos (2000)
- Santos (2000–01)
- Paulo Henrique (2001–02)
- Amarildo (2002)[20]
- Jean Castaneda (2002–04)
- Bosse Nilsson (2004)
- Jørgen E. Larsen (1 tháng 7, 2004 – 30 tháng 6, 2005)
- Ron van den Berg (2005)
- Luis Fernández (26 tháng 6, 2005 – 15 tháng 11, 2005)
- Hassan Hormatallah (Tháng 11 2005–05)
- Ladislas Lozano (2005–06)
- Rabah Madjer (2006 – 30 tháng 6, 2006)
- Pierre Lechantre (2006–07)
- Paulo Autuori (2 tháng 5, 2007 – 17 tháng 5, 2009)
- Marcos Paquetá (1 tháng 7, 2009 – 30 tháng 6, 2010)
- Paulo Autuori (21 tháng 11, 2009 – 30 tháng 6, 2011)
- Diego Aguirre (6 tháng 9, 2011 – 3 tháng 11, 2013)
- Rastko Stojkovic (2013)
- Manuel Jiménez (4 tháng 11 , 2013 – 20 tháng 5, 2015)
- Jorge Fossati (20 tháng 5, 2015 – 3 tháng 10, 2016)
- Michael Laudrup (26 tháng 9, 2016 – 30 tháng 6, 2018)
- Rodolfo Arruabarrena (5 tháng 7, 2018 – 8 tháng 10, 2018)
- Bülent Uygun (10 tháng 10, 2018 – 5 tháng 3, 2019 )
- Gilson (6 tháng 3, 2019 – 30 tháng 6, 2019)[21]
- Diego Aguirre (28 tháng 5, 2019 – 11 tháng 11, 2020)
- Fábio César (10 tháng 12, 2020 – 18 tháng 12, 2020)[21]
- Laurent Blanc (19 tháng 12, 2020 – nay)

Notes
- 1. Huấn luyện viên không chuyên; làm giáo viện tại trung tâm thể dục thể thao địa phương.
- 2. Huấn luyện viên chuyên nghiệp đầu tiên.
- 3. Huấn luyện viên không thuộc vùng Ả Rập đầu tiên.